# Curley Johnson
(en) Statistiques sur pro-football-reference
John Curley Johnson, né le 2 juillet 1935 à Anna et mort le 12 juin 2016 à Granbury, est un joueur américain de football américain.

## Biographie

### Enfance
Johnson passe son adolescence à la Woodrow Wilson High School de Dallas,.

### Carrière

#### Université
Il entre à l'université de Houston en 1953 et passe quatre années de sa vie dans cette faculté, jouant pour l'équipe de football américain des Cougars.

#### Professionnel
Curley Johnson est sélectionné au septième tour de la draft 1957 de la NFL par les Steelers de Pittsburgh au 77e choix mais ne dispute aucune rencontre avec cette équipe. En 1960, il arrive en American Football League, jouant pour la toute première équipe des Texans de Dallas, marquant une conversation à deux points à la passe, avant d'être échangé aux Titans de New York avec Paul Miller contre les droits de Curt Merz,. Selon l'historien des Jets, Randy Lange, Johnson signe comme agent libre à New York en 1961.
Johnson s'impose comme le punter de la franchise tout en s'essayant, à quelques reprises, aux postes de running back et de wide receiver. En 1965, il bat le record de la meilleure moyenne de yards gagnés sur des punts pour les Jets avec 45,3 yards, un chiffre dépassé ensuite par Robert Malone puis Ryan Quigley, et se retrouve sélectionné au All-Star Game de l'AFL la même année. Le punter marque son premier touchdown en recevant une passe de six yards de Joe Namath en 1965 et récidive l'année d'après avec un touchdown de dix-huit yards sur un ballon lancé par Mike Taliaferro. Johnson participe à la victoire de New York au Super Bowl III et dispute 110 matchs avec les Jets, dégageant à 534 reprises pour une moyenne de 42,5 yards.
Après avoir été libéré par la franchise verte, Johnson part chez le rival, les Giants de New York, disputant cinq rencontres avant d'être placé dans l'équipe réserve en octobre 1969 et d'être remercié un mois plus tard,. 
Le 12 juin 2016, il meurt à l'âge de 80 ans, le lendemain de son soixante-et-unième anniversaire de mariage.